# Кравица (водопад)
Водопад Кравица, често погрешно називан Кравице, представља велики бигарни водопад на реци Требижат, у крашком делу Босне и Херцеговине. Налази се 10 km јужно од Љубушког и 40 km јужно од Мостара. Његова висина износи око 25 метара, док је пречник језера у његовом подножју 120 метара. Кравица представља популарно излетиште и пливалиште и, током лета, често је посећен од стране туриста из Мостара, Међугорја и Дубровника.
У близини водопада се налази и мали кафић, као и простори за пикник и камповање. Најпогодније време године за посете је лето, када је количина воде у водопаду највећа и када се сушна област претвара у бистро зеленило. Током сезоне, разни ресторани у близини слапова углавном нуде јела са роштиља и рибље специјалитете. У близини водопада смештена је и мала пећина са сталактитима од калцијум карбоната, као и стара воденица и једрењак. Власник водопада био је познати општински већник, земљопоседник, добротвор и филантроп из Љубушког, Заим-бег Селимић.
На овом месту су 1966. године снимљени кадрови чувеног југословенског дечијег филма Орлови рано лете, који је снимљен по истоименом роману Бранка Ћопића, а у режији Соје Јовановића.